# DJ HurryKenn
DJ HurryKenn（ディージェイ ハリーケーン）こと河野 裕介（こうの ゆうすけ）は、日本の音楽プロデューサー。トライヘクサレコーディングス代表。

## 来歴・人物
1996年ポニーキャニオン入社、2001年エイベックス入社。
2007年放送の『仮面ライダー電王』から仮面ライダーシリーズの音楽プロデュースを担当。
DJ HurryKenn名義での活動は2009年9月に放送を開始した『仮面ライダーW』以降であり、ディレクターとしての仕事のほか、番組本編と連動したインターネットラジオのDJとして仮面ライダーシリーズの音楽を紹介している。HurryKennという名前は元々は『W』の舞台である街「風都」の住人というコンセプトだったが、『W』終了後もこの名前での活動を続けている。ただし、仕事の内容によっては本名で行う場合もある。2015年5月7日をもってavexを退社。
2018年11月20日、テレビ朝日ミュージック、文化放送、セントラルミュージック3社によるコラボ企画、IRONBUNNYを始動。

## 出演

### テレビ
- 仮面ライダーW（第23、24話）- DJ HurryKenn

### DVD
- 仮面ライダーW スペシャルイベント　－DJ HurryKenn
- レッツゴー!仮面ライダーGIRLS - 本人

### ミュージックビデオ
- Inherted System / Masked Rider IXA
  - Inherited System(Music Clip)
- Stay the Decade Alive / GACKT
  - Making of Stay the Decade Alive
- Just the Beginning / KAMEN RIDER GIRLS
  - Play for tomorrow (document clip)
- exploded
  - SHOCKER GIRLS ／ ~ショッカー襲撃! 改造!? そして誕生へ~ - ナレーター
  - SSS ~Shock Shocker Shockest~ SHOCKER GIRLS チーム対抗 地獄のCD販売対決!!
- SURPRISE-DRIVE /  Mitsuru Matsuoka EARNEST DRIVE
  - sing my song for you 〜サヨナラの向こう側まで〜 music video
  - Making of SURPRISE-DRIVE

## 音楽

### 歌詞
- DESTINY / TETRA-FANG (USK Kohnoとして）
  - Lightning to Heaven
  - Exterminate Time
- 仮面ライダーW挿入歌
  - Glorious street~栄光の道 / Florida Keys (サビの部分)
- Leave All Behind / Wilma-Sidr
  - Leave All Behind (サビの部分)
- 仮面ライダーフォーゼ挿入歌
  - ラッキークッキー / 遠藤三貴 (仮面ライダーGIRLS)
- 道 / The Sketchbook (rock the tigerとして)
  - 道
  - Funny Bunny
- クローバー / The Sketchbook (rock the tigerとして)
  - クローバー
  - キヲク
- SKET DANCE カイメイ・ロック・フェスティバル (rock the tigerとして)
  - Aegis 〜君を守る盾〜 / ザ・生徒会バンド [Vo:榛葉道流（CV:野島健児）]
  - Falsehood Venus / 教員バンド [Vo:Jソン先生（CV:小杉十郎太）]
  - Respect A Policy / ch-ch [Vo:小田倉くん（CV:堂坂晃三）]
- SKET DANCE キャラクターソングアルバム "キャラット・ダンス♪"
  - Smile & Smash / 鬼塚一愛（白石涼子）
  - Kiss Miss YABASS! / 矢場沢萌（豊口めぐみ）
  - 君が好き / 榛葉道流（野島健児）
  - 武士節 〜もののふぶし〜 / 武光振蔵（三宅健太）
  - おかると あらかると / 結城澪呼（折笠富美子）
  - 全開!乙女フィルター / 早乙女浪漫（茅野愛衣）
  - 何スカ?ロンスカ?ロックンロール?! / 吉備津百香（井上麻里奈）
  - スローライフ バトリッシュ / 山野辺邦夫（檜山修之）
  - 誓いの白球 / 高橋千秋（佐藤聡美）
  - スローライフ バトリッシュ / 山野辺邦夫（檜山修之）
  - 理想郷 / 椿佐介（下野紘）
  - 誓いの白球 / 高橋千秋（佐藤聡美）

- Reboot / everset (rock the tigerとして)
  - Reboot
- alteration / KAMEN RIDER GIRLS
  - Accelerate to the Eternal
- E-X-A (Exciting × Attitude) / KAMEN RIDER GIRLS
  - Reckless World
- exploded / KAMEN RIDER GIRLS
  - Mission Complete
  - Overdrive Generation
  - L.U.V. 〜Love Under Virginia〜

### 作曲
- 仮面ライダーフォーゼ 挿入歌
  - Love is Overdrive
  - 親父のブルース
- Go get‘em / KAMEN RIDER GIRLS
  - Let's Go!
- SSS ～Shock Shocker Shockest～ / SHOCKER GIRLS
  - SSS ～Shock Shocker Shockest～
  - RRR ～Rider Real Respect～
- exploded / KAMEN RIDER GIRLS
  - Atomic Girl
  - Overdrive Generation
  - L.U.V. ～Love Under Virginia～

### 編曲
- exploded / KAMEN RIDER GIRLS
  - Atomic Girl
  - Primary colors

### コーラス
- Inherited-System / Masked Rider IXA
  - Feel the same / 麻生ゆり・麻生恵 (CV.高橋優・柳沢なな)
- Ride the Wind / 門矢士（C.V.井上正大）
- Let's Go RiderKick 2011 / 仮面ライダーGIRLS
  - Let's Go RiderKick 2011
- Reboot / everset
  - Reboot
  - Hard luck woman
- 仮面ライダー鎧武 オリジナルサウンドトラック
- alteration / KAMEN RIDER GIRLS
  - Warning! Burning!

### プロデューサー
- 頭文字D Third Stage
- capeta
- 07-GHOST
- ナースエンジェルりりかSOS
- 恐竜冒険記ジュラトリッパー
- POWER STONE
- ウルトラマンティガ THE FINAL ODYSSEY
- Queen&Elizabeth
- KAMEN RIDER GIRLS
- SKET DANCE
- 今日の5の2
- しろくまカフェ
- ファイト一発! 充電ちゃん!!
- 仮面ライダードライブ

### インターネットラジオ
- WIND WAVE
  - FU-TO HIT on GROOVE - DJ
  - 向かい風一本勝負!! - 本来は正式な出演者ではなく、ディレクター扱い。当初はMCのつよしとあやのの会話に時々口を挟む程度だったが、徐々に出番が増えていった。また、MCの二人からは「ハリー似のディレクター」と呼ばれ、自身も別人であるかのように振舞っていたが、最終回で本人であることを明かした。なお、「FU-TO HIT on GROOVE」との連動企画で一度だけHurryKenn名義でMCを担当している（その時はつよしとあやのが「FU-TO HIT on GROOVE」を担当した）。
  - QueenとElizabethの白抜きハートマーク!!
- 仮面ライダー avexサウンドウェブ
  - DJ HURRY KENN Ride the Groove（DJ）
  - 仮面ライダーGIRLS WEBラジオ　タイトルは未定です！